# Makino Masahiro

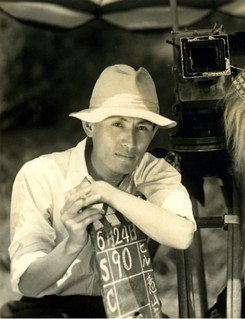
Makino Masahiro

Suteuri Kambei

Makino Masahiro (japanisch マキノ 雅弘, eigentlich Makino Masatada; geboren 29. Februar 1908 in Kyōto; gestorben 29. Oktober 1993) war ein japanischer Film-Regisseur, Drehbuchautor und Filmdirektor. Gelegentlich wirkte er auch als Aufnahmetechniker und Schauspieler.

## Leben und Wirken
Makino Masahiro war Sohn von Makino Shōzō (1878–1929), eines Pioniers des japanischen Films. Er wuchs auf in den Filmstudios von Kyōto. Er leitete seinen ersten Film „Aoi me no ningyō“ (青い眼の人形) – „Die Puppe mit den blaugrünen Augen“ im Alter von 18 Jahren. Mit 20 machte er sein erstes Meisterwerk, „Rōningai“ (浪人街), „Straße der herrenlosen Samurai“, ein vernichtender Blick auf die dekadente Gesellschaft der Edo-Zeit. Es folgten im selben Jahr „Sōzenji Baba“ (崇禅寺馬場), vier Jahre später „Kubi no za“ (首の座) – „Enthauptungsplatz“, Filme, die ihn früh berühmt machten.
Makinos zeitgeschichtliche Dramen vermittelten immer auch einen Blick auf die gegenwärtige Gesellschaft. Dabei zeigten sie einen gewissen Grad von Nihilismus, der sich auch in seinen späten Filmen von Glücksspielern und Gangstern zeigte. Seine Filme zeigten gewöhnlich Heroen, die einsam waren, oft herrenlose Samurai. Es gab auch die geächteten, die sich gezwungen sahen, selbst für ihr Recht zu kämpfen, einfach aus einer Art von Verpflichtung. All diese Helden waren gewöhnlich Gegner der konventionellen Gesellschaft.
Nach dem Zweiten Weltkrieg wurden die 9 Filme der Serie „Nihon kyōkaku den“ (日本侠客伝) – „Geschichten der japanischen Ritterlichkeit“ ein großer Erfolg. Ebenso erfolgreich war „Jirochō Sangokushi“ (次郎長 三国志) – „Jirochō – die Getreuen aus drei Provinzen“. Dabei geht es um das Leben und Wirken des Unternehmers Shimizu Jirochō (清水 次郎長; 1820–1893). Seinen letzten Film, „Kantō Hisakura ikka“ (関東緋桜一家) – „Die Familie Kantō Hisakura“ drehte er 1972 mit Fuji Junko (藤 純子; * 1945). Danach produzierte er nur noch Filme für das Fernsehen.
Makino war in den Jahren 1926 bis 1972 Regisseur von 261 Filmen.